# Ereunetea curvifera
Ereunetea curvifera är en fjärilsart som beskrevs av W. Warren 1909. Ereunetea curvifera ingår i släktet Ereunetea och familjen mätare. Inga underarter finns listade i Catalogue of Life.